# Liste des résolutions du Conseil de sécurité des Nations unies adoptées en 1965
Les résolutions du Conseil de sécurité des Nations unies sont les décisions qui sont votées par le Conseil de sécurité des Nations unies.
Une telle résolution est acceptée si au moins neuf des quinze membres (depuis le 17 décembre 1963, 11 membres avant cette date) votent en sa faveur et si aucun des membres permanents qui sont la Chine, les États-Unis, la France, le Royaume-Uni et l'Union soviétique (la Russie depuis 1991) n'émet de vote contre (qui est désigné couramment comme un veto).

## Résolutions 200 à 219
- Résolution 200 : admission de nouveaux membres : la Gambie (adoptée le 15 mars 1965 lors de la 1190e séance).
- Résolution 201 : la question de Chypre (adoptée le 19 mars 1965).
- Résolution 202 : question concernant la situation en Rhodésie du Sud (adoptée le 6 mai 1965).
- Résolution 203 : la situation en République dominicaine (adoptée le 14 mai 1965).
- Résolution 204 : plainte du Sénégal (adoptée le 19 mai 1965).
- Résolution 205 : demande d'un cessez-le-feu en République dominicaine (adoptée le 22 mai 1965).
- Résolution 206 : extension du stationnement à Chypre (adoptée le 15 juin 1965).
- Résolution 207 : la question de Chypre (adoptée le 10 août 1965).
- Résolution 208 : relative à la Cour internationale de justice (10 août 1965).
- Résolution 209 : la question Inde-Pakistan (adoptée le 4 septembre 1965).
- Résolution 210 : la question Inde-Pakistan (adoptée le 6 septembre 1965).
- Résolution 211 : la question Inde-Pakistan (adoptée le 20 septembre 1965).
- Résolution 212 : admission de nouveaux membres : Îles Maldives (adoptée le 20 septembre 1965 lors de la 1243e séance).
- Résolution 213 : admission de nouveaux membres : Singapour (adoptée le 20 septembre 1965 lors de la 1243e séance).
- Résolution 214 : la question Inde-Pakistan (adoptée le 27 septembre 1965).
- Résolution 215 : la question Inde-Pakistan (adoptée le 5 novembre 1965).
- Résolution 216 : question concernant la situation en Rhodésie du Sud (adoptée le 12 novembre 1965).
- Résolution 217 : question concernant la situation en Rhodésie du Sud (adoptée le 20 novembre 1965).
- Résolution 218 : question relative aux territoires administrés par le Portugal (adoptée le 23 novembre 1965).
- Résolution 219 : extension du stationnement à Chypre (adoptée le 17 décembre 1965).